# Cayo Papirio Craso
Cayo Papirio Craso (en latín Gaius Papirius Crassus) Tribuno militar con poderes consulares en el año 384 a. C.